# Lombachalp

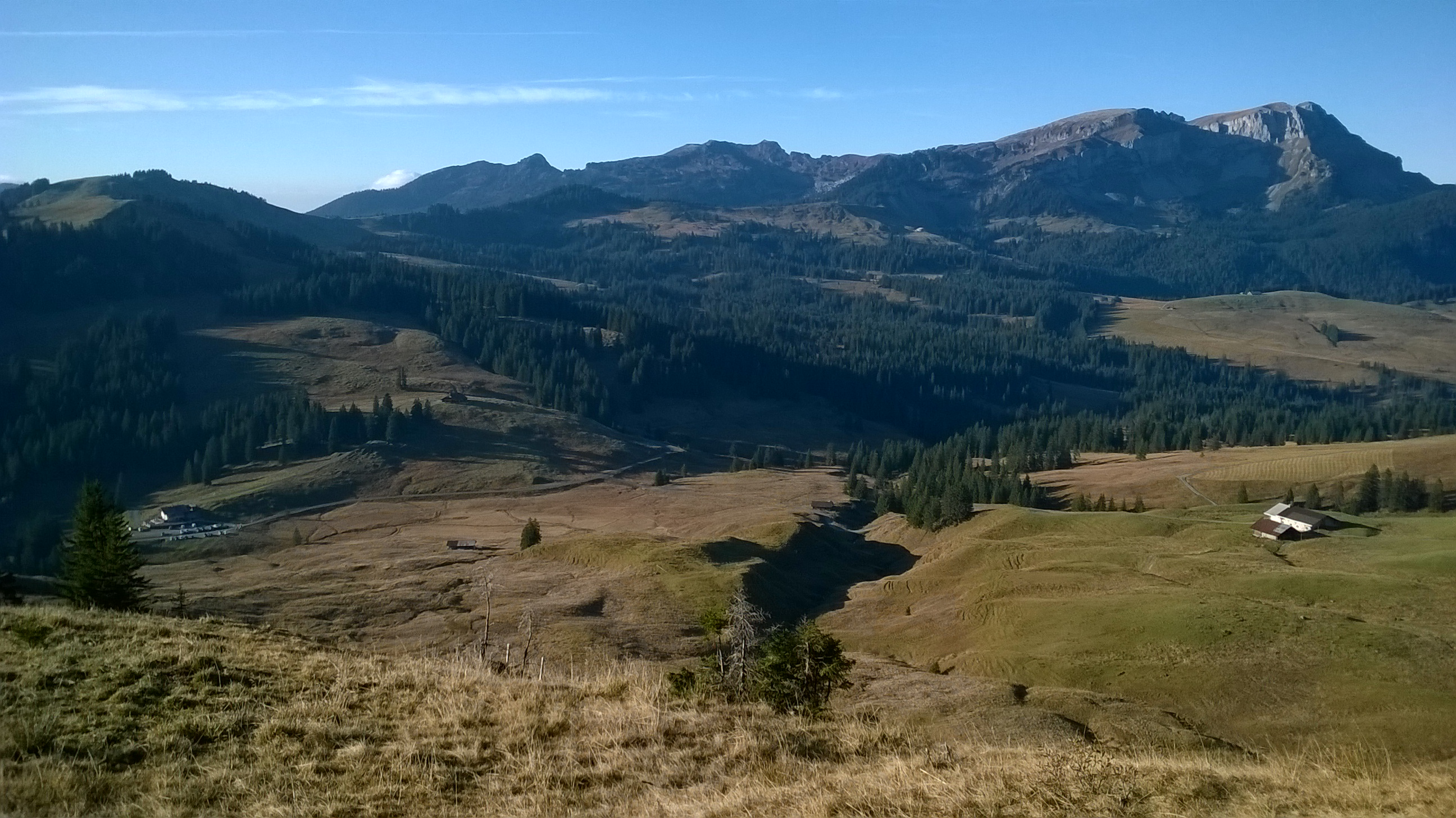
Berglandschaft mit Moor und Alpgebäuden

Die Lombachalp ist eine Natur- und Kulturlandschaft im Schweizer Kanton Bern. Sie liegt im bedeutenden Moorgebiet «Habkern/Sörenberg».

## Geographie

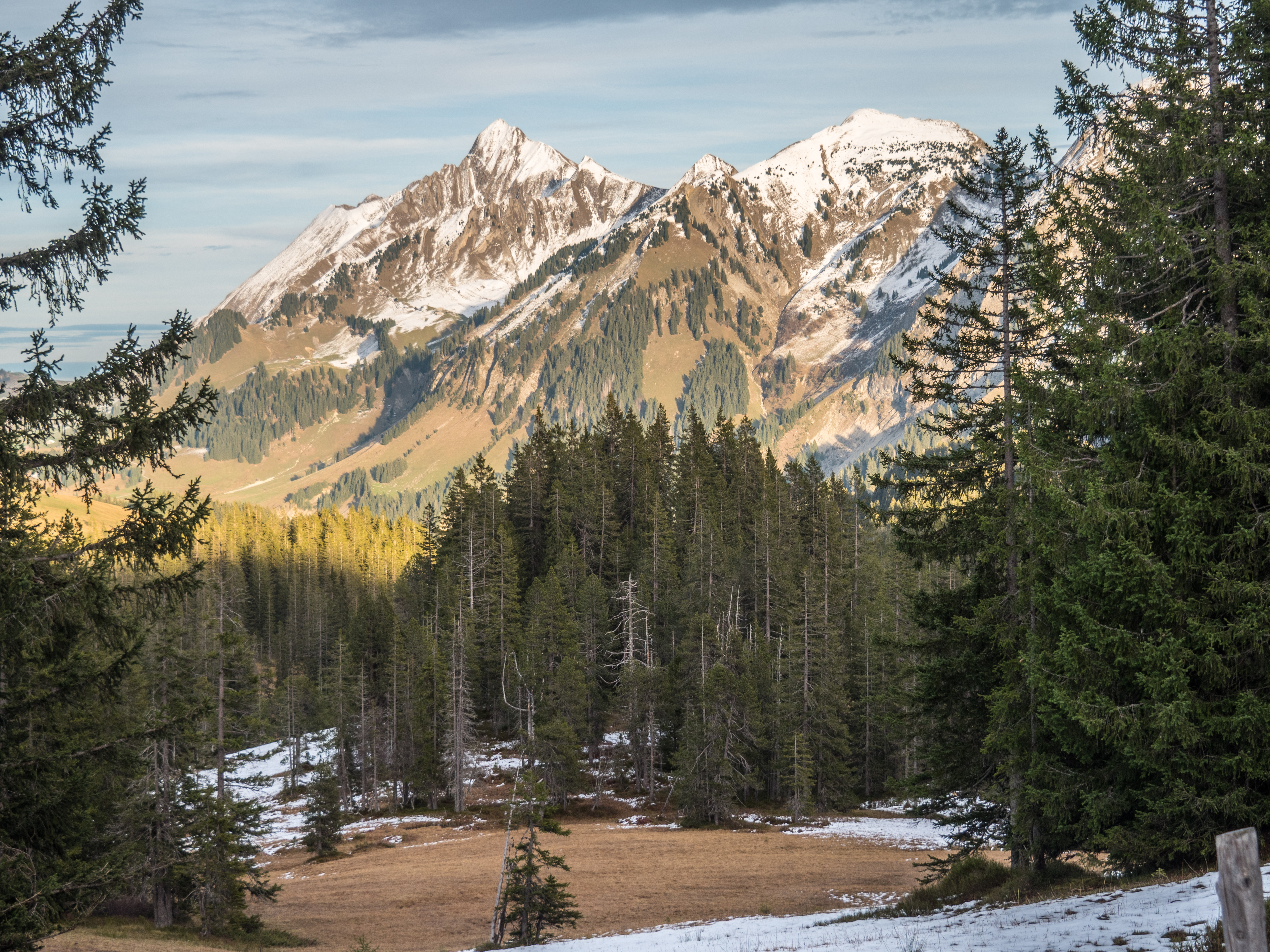
Naturlandschaft Lombachalp

Die Alp Lombach mit einer Fläche von rund drei Quadratkilometern ist eine Landschaft in den Berner Voralpen einige Kilometer nordöstlich des Bergdorfes Habkern zwischen dem Augstmatthorn und dem Hohgant. Die Ortschaft Habkern befindet sich auf etwa 1100 m ü. M., die Lombachalp liegt rund 500 Meter höher. Ihre Weideflächen erstrecken sich über mehrere Geländekammern zwischen 1550 und gegen 1800 m ü. M.
Rund 85 Prozent der Gemeindefläche von Habkern und die gesamte Lombachalp gehören zur Moorlandschaft Habkern-Sörenberg, einem rund 86 Quadratkilometer grossen Schutzgebiet, das sich gegen Nordosten auch über einen angrenzenden Abschnitt im Kanton Luzern hinzieht und im Bundesinventar der Moorlandschaften von besonderer Schönheit und von nationaler Bedeutung verzeichnet ist. Die ganze Zone gilt zusätzlich als Smaragdgebiet gemäss der Berner Konvention. Die Landschaft im nördlichen Teil der Alp und am Augstmatthorn ist als Naturwaldreservat Grünenbergpass geschützt.

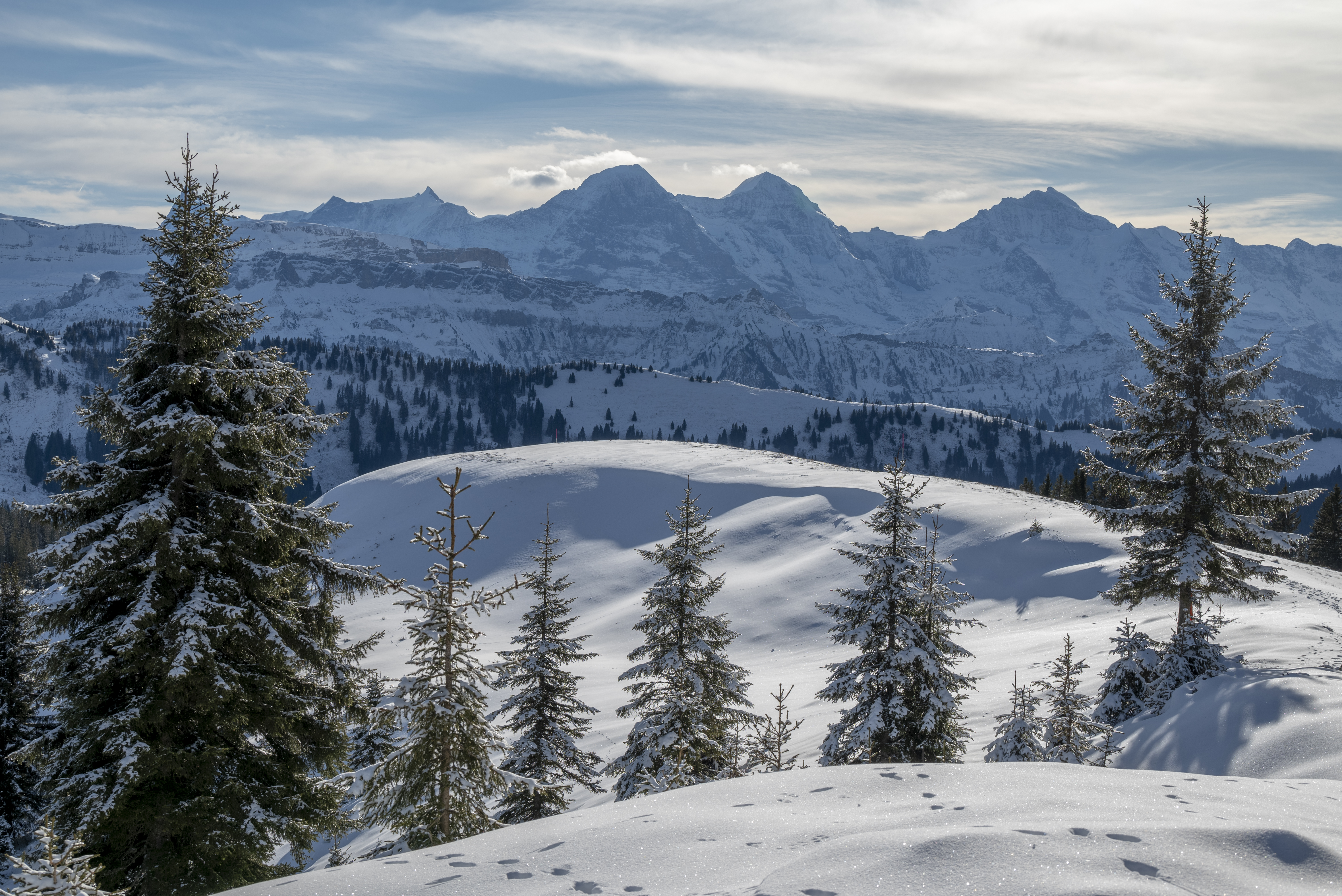
Alplandschaft im Winter

Über den Bolberg und den Geländesattel bei Roteschwand (1563 m ü. M.), den Mittelpunkt der Alp, verläuft die Wasserscheide zwischen dem Flussgebiet des Lombachs, der gegen Südwesten nach Habkern fliesst und bei Unterseen in den Thunersee mündet, und dem Quellgebiet der Emme. Auf dem flachen Bergübergang liegt das Sumpfgebiet Feldmoos, aus dem Gewässer in beide Richtungen laufen: Gegen Südwesten der Lombach und gegen Norden der Feldmoosgraben, der nach einer kurzen Strecke in den Lägerbach, einen der grössten Quellbäche der Emme, mündet. Der Lägerbach entwässert einen weiten Abschnitt der Lombachalp.
In der Habkernmulde und auf der Lombachalp besteht der Felsboden aus Flyschgesteinen und glazialer Grundmoräne, während die Brienzergrat-Kette im Süden und die Hohgantkette im Norden verschiedenen Lagen der Drusbergdecke angehören.
Seit Jahrhunderten betreiben die Menschen von Habkern eine naturnahe Alpwirtschaft und haben so das heutige Erscheinungsbild der Landschaft, ein Mosaik von offenen Gebieten und Wald, geprägt. Ein grosser Teil der Lombachalp besteht aus Flach- und Hochmooren von nationaler Bedeutung. Die begehbaren Moorflächen dienen traditionell als Viehweide oder Wiese.

## Alpwirtschaft

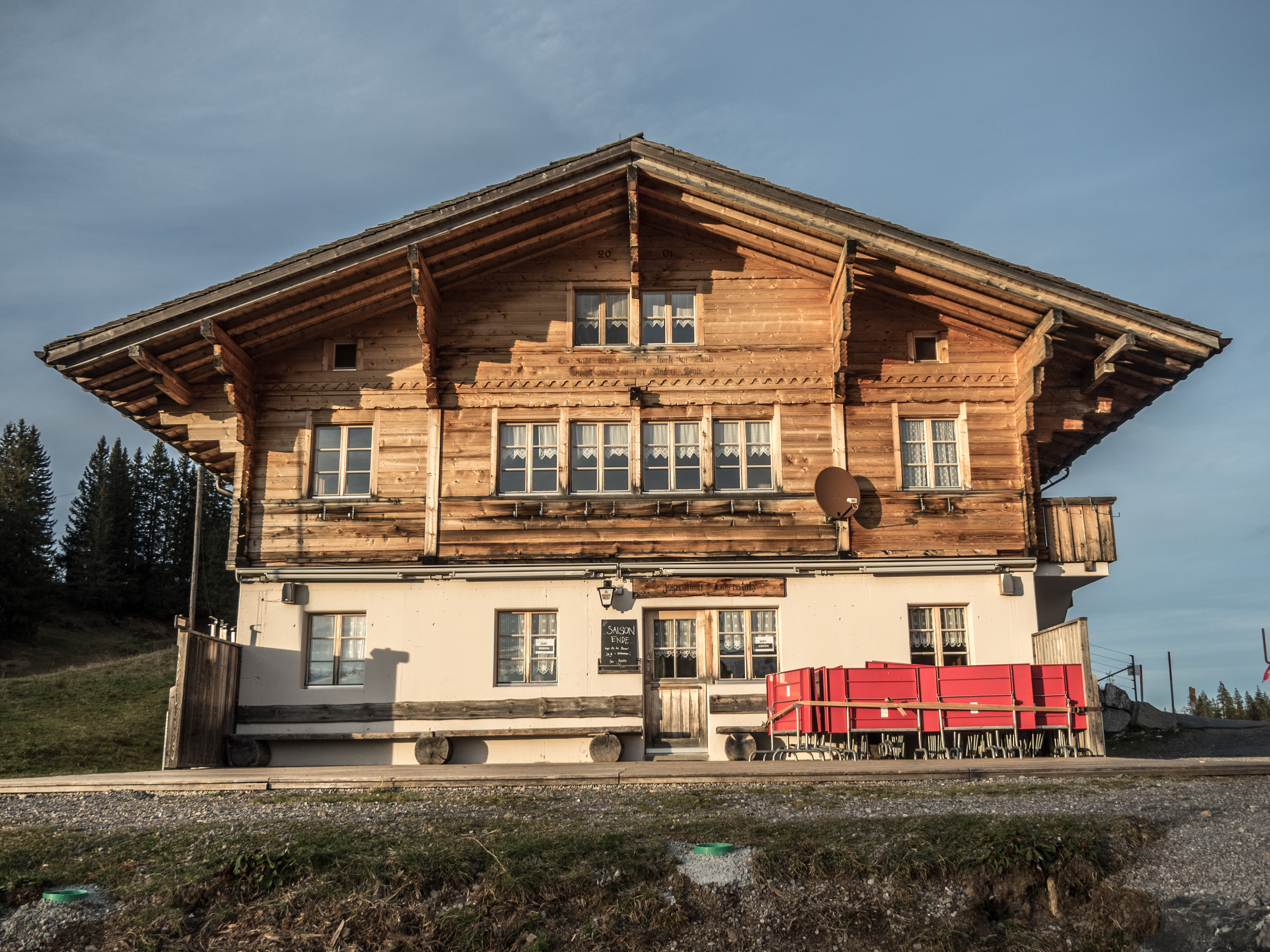
Bergwirtschaft und Alpkäserei am Lägerstutz bei Roteschwand

Eigentümer der Alp Lombach, die als Senntum Nr. 2311 bezeichnet wird, ist die Alpgenossenschaft Lombach. Die wirtschaftlich nutzbare Fläche umfasst 218 ha Weideland – teilweise auch in Flachmooren – und 32 ha Waldweide sowie 10 ha Wildheugebiet und 44 ha Streuwiese. Einzelne Weideflächen werden jeweils mit Elektrozäunen abgetrennt.
Die Lombachalp stösst an vier Nachbaralpen: Im Gebiet von Habkern sind es die Alp Bodmi im Süden, die Alp Bohl im Westen und die Alp Habchegg im Norden. Dazu kommt östlich des Hügels Ringghuppi die Riedernalp Vogts-Aellgäu, die auf dem Gebiet der Gemeinde Oberried am Brienzersee liegt und bis zur Quelle der Emme am Augstmatthorn reicht.
Die Alpgenossenschaft errichtete 2002 am Lägerstutz bei Roteschwand eine zentrale Alpkäserei mit dem Berggasthaus Jägerstübli. Die Alp ist durch eine gebührenpflichtige Strasse über die Passhöhe bei Roteschwand und andere Güterstrassen erschlossen.

## Flora und Fauna

### Flora

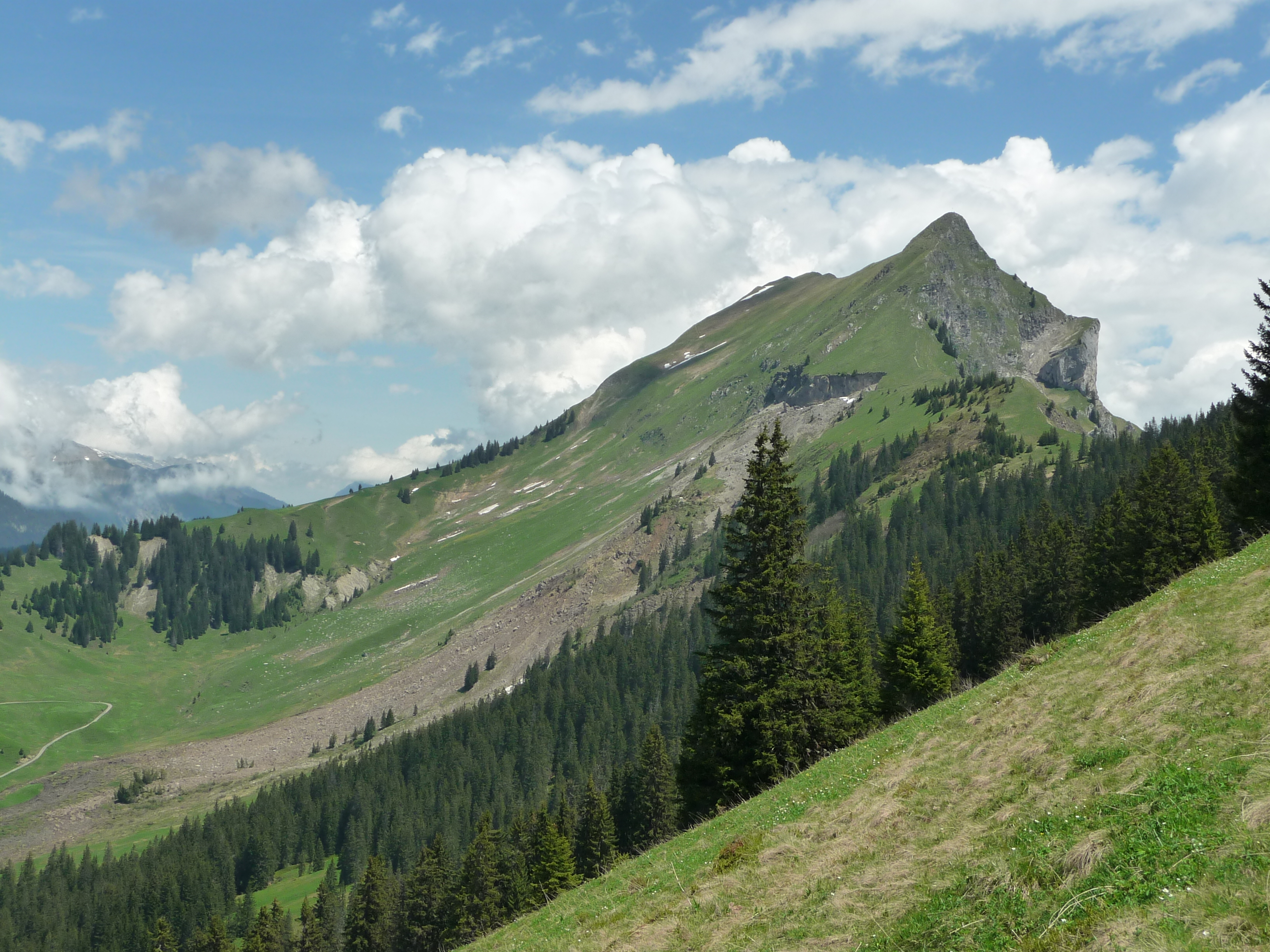
Wiesenhang am Augstmatthorn und Alpweide Bodmi

Das Alpgebiet Lombach weist eine Mischung verschiedener Lebensräume auf, wo sich unterschiedliche Pflanzengemeinschaften ansiedelten. Die offenen Weide- und Wiesenflächen der Alp unterscheiden sich nach der topografischen Lage: Während sich auf Hangterrassen und Talböden artenreiche Rasen- und Feuchtgebiete ausbreiten, liegen an sonnigen Nordhängen trockene Wiesen und an der steilen Bergflanke im Süden Heuwiesen. Ein grosser Teil des Weidegebiets entstand seit dem Mittelalter durch Rodung des Bergwaldes, der vorwiegend aus Fichten besteht und heute auf Randzonen neben der Alp zurückgedrängt ist. In der frühen Neuzeit fand in den Wäldern von Habkern wegen des starken Holzbedarfs im Mittelland eine Übernutzung statt, was die Waldfläche weiter dezimierte. Seit dem 20. Jahrhundert breiten sich Wald und Gehölz durch Verbuschung und den Anstieg der Waldgrenze wieder aus.
Rasenflächen in den Wäldern werden als extensive Weide genutzt. Im niederschlagsreichen Gebiet am Alpennordrand entwickelten sich auf dem Flyschboden Moorflächen, die nur locker von Wald und Gebüsch bestanden sind. Magere alpine Kalkrasen überziehen die Berghänge zwischen den Felsabbrüchen und Schuttfächern bis zur Gratschneide des Brienzergrats hinauf.

### Vögel
Die Lombachalp ist Teil der Important Bird Area Augstmatthorn–Hohgant–Schrattenfluh und hat somit internationale Bedeutung für Vögel. Mit Arten wie dem Birkhuhn, der Ringamsel und dem Zitronengirlitz hat die Schweiz wegen des im Vergleich zur Landesfläche überproportional hohen Bestands eine besondere Verantwortung zur Sicherung der Biodiversität. Das Birkhuhn ist ein Charaktervogel dieses Mosaiks von Offenland und Wald. Sein Bestand ist in den 1990er-Jahren, wahrscheinlich wegen des zunehmenden Freizeitbetriebs, zurückgegangen, konnte sich seither aber auf etwas tieferem Niveau halten. Weitere Vogelarten des Gebiets sind zum Beispiel der Turmfalke, die Alpenbraunelle, die Alpendohle und der Steinadler.
Die Moorlandschaft Habkern/Sörenberg bietet mit ausgedehnten Bergwäldern und vielen offenen Feuchtgebieten dem stark gefährdeten Auerhuhn einen der grössten zusammenhängenden Lebensräume in der Schweiz. Beide Raufusshuhnarten erfordern eine besondere Rücksichtnahme und das Einhalten der geltenden Schutzbestimmungen und Regeln.

### Hirsche
Nachdem der Rothirschbestand um 1815 im Kanton Bern ausgerottet war, wanderten 1961 die ersten Tiere aus der Zentralschweiz ins Berner Oberland ein. Bis etwa 1980 stieg der kantonale Bestand auf knapp 100 Tiere an. Heute gilt die Region zwischen Augstmatthorn-Hohgant-Sieben Hengste (Beatenberg) mit mindestens 200 Tieren als Kerngebiet des Berner Hirschbestands im Sommer. Den Winter verbringen die Hirsche vorwiegend in der Gegend von Beatenberg/Sigriswil, z. T. auch in den Kantonen Luzern und Obwalden.
Die Nordflanke des Augstmatthorns ist bis an den Lombach und die Passstrasse bei Roteschwand als Jagdbanngebiet ausgewiesen.

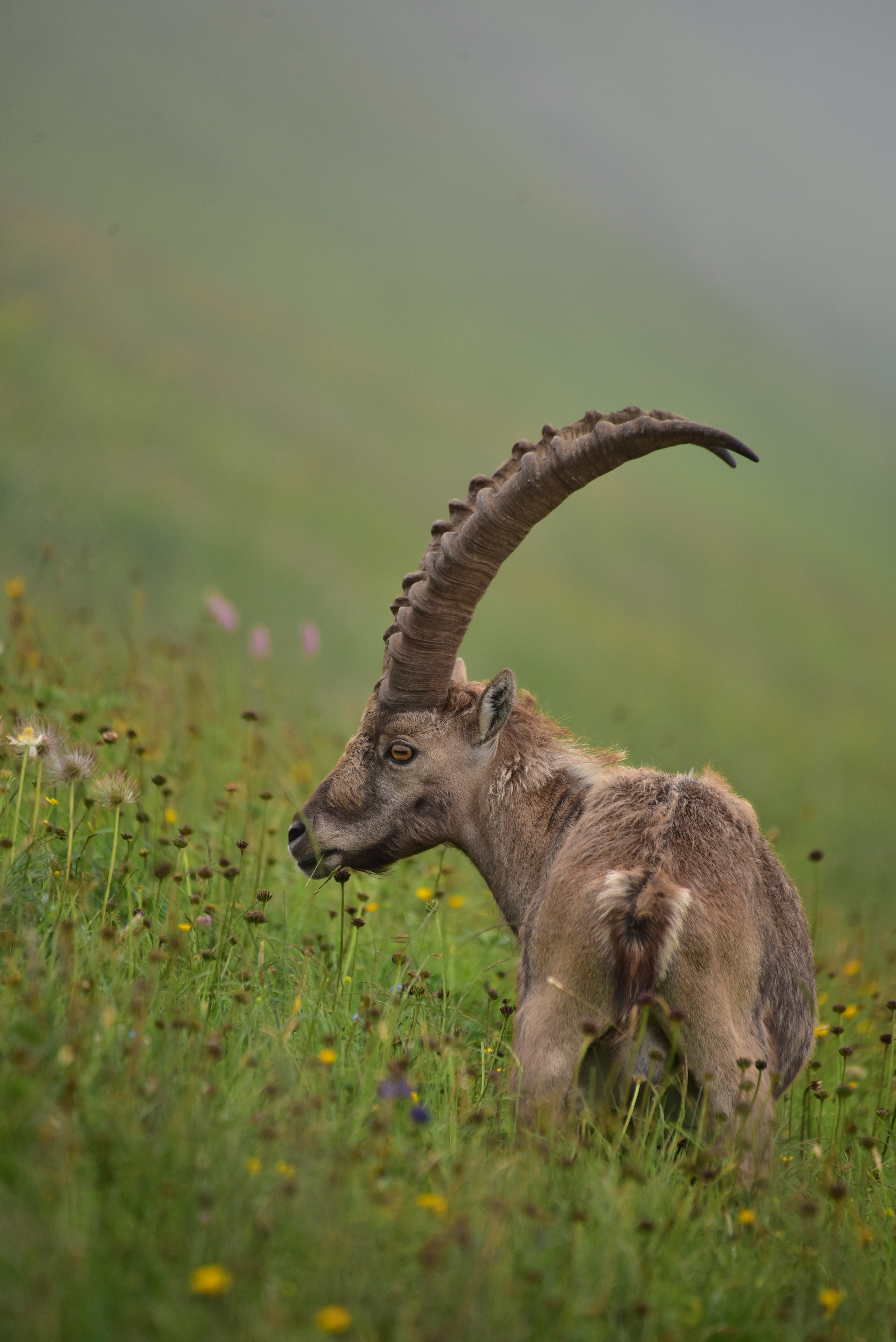
Steinbock am Augstmatthorn

### Steinböcke
Zwischen 1921 und 1924 wurden zwischen Harder und Augstmatthorn 15 Steinböcke ausgesetzt. Sie wanderten zum Augstmatthorn, und es entwickelte sich rasch ein guter Bestand. Das Steinbockvorkommen am Augstmatthorn ist damit eines der ältesten nach der Ausrottung und Wiedereinbürgerung in der Schweiz ab 1911. Im Spätsommer und Herbst können oft Gruppen von zwanzig bis dreissig Böcken angetroffen werden.

## Tourismus
Das Augstmatthorn ist ein Ziel für Skitouren, das Gebiet zwischen dem Augstmatthorn und dem Hohgant eignet sich für Langlaufen und Schneeschuhwandern. Seit den 1980er-Jahren wurde auf der Lombachalp zeitweise eine Loipe gespurt. Manchmal wurde auch ein kleiner mobiler Skilift für Kinder in Betrieb genommen. Im Rahmen der in den 1990er- bis Anfang der 2000er-Jahre durchgeführten Landschaftsplanung, die im Zusammenhang mit dem Moorschutz nötig war, wurde im Baureglement verankert, dass auf der Lombachalp permanent eine Langlaufloipe und weitere Möglichkeiten für Aktivitäten im Winter angeboten werden können. Als finanzschwache Gemeinde sollte damit für Habkern eine gewisse touristische Entwicklung auch innerhalb der Moorlandschaft möglich werden.

### Besucherinformations- und Lenkungskonzept
Trotz der verstärkten touristischen Nutzung des Gebiets sollte die Natur keinen Schaden nehmen. Deshalb wurde, mit dem Ziel, die Nutzung des Gebietes durch Freizeitaktivitäten zu ermöglichen und gleichzeitig die grossen Naturwerte zu erhalten, ein Besucherinformations- und Lenkungskonzept im Sinne eines Schutzkonzepts entwickelt.

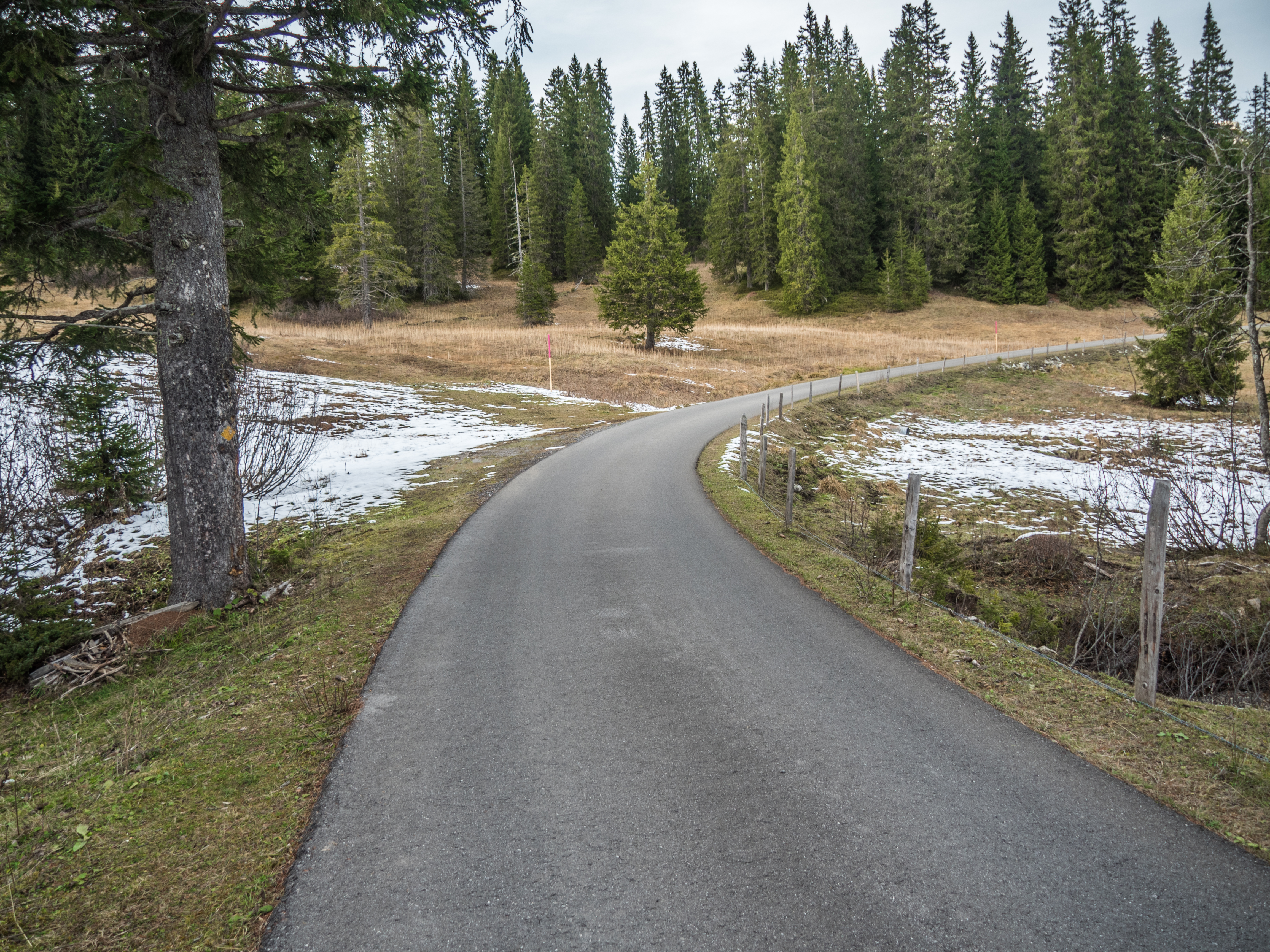
Strassenbrücke mit Wanderweg über den Quellbach der Emme im Gebiet Färrich

Für die Landschaftsplanung wurde von 1992 bis 2003 ein erstes Informations- und Lenkungskonzept erarbeitet, das 2002 unter der Leitung des Regierungsstatthalters von Interlaken in Zusammenarbeit mit verschiedenen Interessenvertretern erweitert wurde. 2003 erfolgte die Gründung der „Kommission Lombachalp“ durch die Gemeinde Habkern. Zwischen 2004 und 2006 fanden Planungen zur Umsetzung des Konzeptes statt, dem im Mai 2006 durch die Gemeindeversammlung von Habkern zugestimmt wurde. Die Aufbauphase (Umsetzung des Konzepts) dauerte von 2006 bis 2010; 2011 begann die Betriebsphase.
Ranger sind für die Umsetzung des von der Gemeinde Habkern getragenen Besucherinformations- und Lenkungskonzepts zuständig. Sie beaufsichtigen das Schutzgebiet, informieren und sensibilisieren die Gäste über die Verhaltensregeln im Gebiet, sind verantwortlich für die Besucherlenkung, leiten Exkursionen sowie das Junior Ranger Programm und übernehmen diverse praktische Aufgaben.
Der „Lern- und Erlebnispfad Moorlandschaft“ führt vom Parkplatz „Lägerstutz“ durch das Weide- und Moorgebiet im nördlichen Abschnitt der Lombachalp. Unterwegs werden Informationen zu den Themen „Entstehung einer Moorlandschaft“, „Vergleich Flachmoor-Hochmoor“, „Pflanzen und Tiere im Flachmoor“ und „Der Mensch in der Moorlandschaft“ vermittelt.